# Мульєт-дал-Бальєс
Мульє́т-дал-Бальє́с (кат. Mollet del Vallès, вимова літературною каталанською [muʎέt dəł bə'ʎɛs]) - муніципалітет, розташований в Автономній області Каталонія, в Іспанії. Код муніципалітету за номенклатурою Інституту статистики Каталонії - 81249. Знаходиться у районі (кумарці) Бальєс-Уріантал (коди району - 41 та VR) провінції Барселона, згідно з новою адміністративною реформою перебуватиме у складі Баґарії (округи) Барселона. За кількістю населення у 2007 р. місто займало 23 місце серед муніципалітетів Каталонії.

## Населення
Населення міста (у 2018 р.) становить  51 133 особи (з них менше 14 років - 16,2%, від 15 до 64 - 72,1%, понад 65 років - 11,7%). У 2006 р. народжуваність склала 710 осіб, смертність - 290 осіб, зареєстровано 221 шлюб. У 2001 р. активне населення становило 25.356 осіб, з них безробітних - 2.779 осіб.

Серед осіб, які проживали на території міста у 2001 р., 29.488 народилися в Каталонії (з них 15.013 осіб у тому самому районі, або кумарці), 15.272 особи приїхали з інших областей Іспанії, а 2.510 осіб приїхало з-за кордону. 

Університетську освіту має 7,6% усього населення. 

У 2001 р. нараховувалося 16.780 домогосподарств (з них 16,2% складалися з однієї особи, 28,6% з двох осіб,25,3% з 3 осіб, 21,9% з 4 осіб, 5,5% з 5 осіб, 1,6% з 6 осіб, 0,5% з 7 осіб, 0,2% з 8 осіб і 0,2% з 9 і більше осіб).

Активне населення міста у 2001 р. працювало у таких сферах діяльності : у сільському господарстві - 0,3%, у промисловості - 41,9%, на будівництві - 8,5% і у сфері обслуговування - 49,2%. 

 У муніципалітеті або у власному районі (кумарці) працює 15.229 осіб, поза районом - 15.335 осіб.

### Доходи населення
У 2002 р. доходи населення розподілялися таким чином :
| \| Доходи населення за статтями доходів \| Доходи населення за статтями доходів \| Доходи населення за статтями доходів \| \| Рік \| 2002 р. \| 2001 р. \| \| ------------------------------------ \| ------------------------------------ \| ------------------------------------ \| \| Заробітна платня \| 68,4% \| 70,8% \| \| Доходи від ведення бізнесу \| 16,8% \| 15,4% \| \| Соціальна допомога \| 14,8% \| 13,8% \| |         |         |
| Доходи населення за статтями доходів |         |         |
| Рік | 2002 р. | 2001 р. |
| Заробітна платня | 68,4%   | 70,8%   |
| Доходи від ведення бізнесу | 16,8%   | 15,4%   |
| Соціальна допомога | 14,8%   | 13,8%   |

### Безробіття
У 2007 р. нараховувалося 2.340 безробітних (у 2006 р. - 2.304 безробітних), з них чоловіки становили 41,3%, а жінки - 58,7%.

## Економіка
У 1996 р. валовий внутрішній продукт розподілявся по сферах діяльності таким чином :
| \| Валовий внутрішній продукт \| Валовий внутрішній продукт \| Валовий внутрішній продукт \| \| Рік \| 1996 р. \| 1991 р. \| \| -------------------------- \| -------------------------- \| -------------------------- \| \| Сільське господарство \| 0,2% \| 0,4% \| \| Промисловість \| 38,4% \| 42,7% \| \| Будівництво \| 5,4% \| 8,2% \| \| Послуги \| 56,1% \| 48,7% \| |         |         |
| Валовий внутрішній продукт |         |         |
| Рік | 1996 р. | 1991 р. |
| Сільське господарство | 0,2%    | 0,4%    |
| Промисловість | 38,4%   | 42,7%   |
| Будівництво | 5,4%    | 8,2%    |
| Послуги | 56,1%   | 48,7%   |

### Підприємства міста

#### Промислові підприємства
| \| Промислові підприємства міста, за сферою діяльності \| Промислові підприємства міста, за сферою діяльності \| Промислові підприємства міста, за сферою діяльності \| \| Рік \| 2002 р. \| 2001 р. \| \| --------------------------------------------------- \| --------------------------------------------------- \| --------------------------------------------------- \| \| Енергетичні та водні ресурси \| 0,3% \| 0,3% \| \| Хімія та метали \| 4,7% \| 4,4% \| \| Переробка металів \| 46,4% \| 46,4% \| \| Продукти харчування \| 3,5% \| 3,1% \| \| Текстиль \| 12,6% \| 13,2% \| \| Виробництво меблів, видання \| 24% \| 24,1% \| \| Інше \| 8,5% \| 8,5% \| \| Усього підприємств \| 317 \| 319 \| |         |         |
| Промислові підприємства міста, за сферою діяльності |         |         |
| Рік | 2002 р. | 2001 р. |
| Енергетичні та водні ресурси | 0,3%    | 0,3%    |
| Хімія та метали | 4,7%    | 4,4%    |
| Переробка металів | 46,4%   | 46,4%   |
| Продукти харчування | 3,5%    | 3,1%    |
| Текстиль | 12,6%   | 13,2%   |
| Виробництво меблів, видання | 24%     | 24,1%   |
| Інше | 8,5%    | 8,5%    |
| Усього підприємств | 317     | 319     |

#### Роздрібна торгівля
| \| Підприємства роздрібної торгівлі міста, за сферою діяльності \| Підприємства роздрібної торгівлі міста, за сферою діяльності \| Підприємства роздрібної торгівлі міста, за сферою діяльності \| \| Рік \| 2002 р. \| 2001 р. \| \| ------------------------------------------------------------ \| ------------------------------------------------------------ \| ------------------------------------------------------------ \| \| Продукти харчування \| 30,9% \| 31,7% \| \| Одяг та взуття \| 19,7% \| 19,2% \| \| Товари для дому \| 17,8% \| 16,8% \| \| Книги та періодичні видання \| 3,9% \| 4,2% \| \| Промислова хімічна продукція \| 6,8% \| 7,2% \| \| Продукція, пов'язана з транспортними засобами \| 3,9% \| 3,8% \| \| Інше \| 17,1% \| 17,1% \| \| Усього підприємств \| 826 \| 808 \| |         |         |
| Підприємства роздрібної торгівлі міста, за сферою діяльності |         |         |
| Рік | 2002 р. | 2001 р. |
| Продукти харчування | 30,9%   | 31,7%   |
| Одяг та взуття | 19,7%   | 19,2%   |
| Товари для дому | 17,8%   | 16,8%   |
| Книги та періодичні видання | 3,9%    | 4,2%    |
| Промислова хімічна продукція | 6,8%    | 7,2%    |
| Продукція, пов'язана з транспортними засобами | 3,9%    | 3,8%    |
| Інше | 17,1%   | 17,1%   |
| Усього підприємств | 826     | 808     |

#### Сфера послуг
| \| Підприємства міста, що працюють у сфері послуг, за діяльністю \| Підприємства міста, що працюють у сфері послуг, за діяльністю \| Підприємства міста, що працюють у сфері послуг, за діяльністю \| \| Рік \| 2002 р. \| 2001 р. \| \| ------------------------------------------------------------- \| ------------------------------------------------------------- \| ------------------------------------------------------------- \| \| Гуртова торгівля \| 8,3% \| 8,5% \| \| Готелі та готельний бізнес \| 18,8% \| 19,3% \| \| Транспорт та зв'язок \| 22,3% \| 22,9% \| \| Посередницькі фінансові послуги \| 4,2% \| 4,2% \| \| Послуги підприємствам \| 9% \| 8,1% \| \| Послуги фізичним особам \| 27,7% \| 27,7% \| \| Нерухомість та ін. \| 9,7% \| 9,4% \| \| Усього підприємств \| 1.611 \| 1.549 \| |         |         |
| Підприємства міста, що працюють у сфері послуг, за діяльністю |         |         |
| Рік | 2002 р. | 2001 р. |
| Гуртова торгівля | 8,3%    | 8,5%    |
| Готелі та готельний бізнес | 18,8%   | 19,3%   |
| Транспорт та зв'язок | 22,3%   | 22,9%   |
| Посередницькі фінансові послуги | 4,2%    | 4,2%    |
| Послуги підприємствам | 9%      | 8,1%    |
| Послуги фізичним особам | 27,7%   | 27,7%   |
| Нерухомість та ін. | 9,7%    | 9,4%    |
| Усього підприємств | 1.611   | 1.549   |

## Житловий фонд
У 2001 р. 6,3% усіх родин (домогосподарств) мали житло метражем до 59 м2, 59,8% - від 60 до 89 м2, 27,2% - від 90 до 119 м2 і
6,7% - понад 120 м2.

З усіх будівель у 2001 р. 33,6% було одноповерховими, 29,3% - двоповерховими, 12,9
% - триповерховими, 5,8% - чотириповерховими, 7,3% - п'ятиповерховими, 6,8% - шестиповерховими,
2,3% - семиповерховими, 2,1% - з вісьмома та більше поверхами.

## Автопарк
| \| Автомобілі, зареєстровані у місті, за призначенням \| Автомобілі, зареєстровані у місті, за призначенням \| Автомобілі, зареєстровані у місті, за призначенням \| \| Рік \| 2006 р. \| 2005 р. \| \| -------------------------------------------------- \| -------------------------------------------------- \| -------------------------------------------------- \| \| Приватні автомобілі \| 77,4% \| 78,1% \| \| Мотоцикли \| 6,8% \| 6,1% \| \| Вантажівки \| 12,5% \| 12,7% \| \| Трактори \| 0,6% \| 0,6% \| \| Автобуси та ін. \| 2,6% \| 2,5% \| \| Усього автомобілів \| 30.239 шт. \| 29.793 шт. \| |            |            |
| Автомобілі, зареєстровані у місті, за призначенням |            |            |
| Рік | 2006 р.    | 2005 р.    |
| Приватні автомобілі | 77,4%      | 78,1%      |
| Мотоцикли | 6,8%       | 6,1%       |
| Вантажівки | 12,5%      | 12,7%      |
| Трактори | 0,6%       | 0,6%       |
| Автобуси та ін. | 2,6%       | 2,5%       |
| Усього автомобілів | 30.239 шт. | 29.793 шт. |

## Вживання каталанської мови
У 2001 р. каталанську мову у місті розуміли 92,9% усього населення (у 1996 р. - 93%), вміли говорити нею 70,6% (у 1996 р. - 
67,1%), вміли читати 69,8% (у 1996 р. - 64,7%), вміли писати 45,7
% (у 1996 р. - 42,1%). Не розуміли каталанської мови 7,1%.

## Політичні уподобання
У виборах до Парламенту Каталонії у 2006 р. взяло участь 18.141 особа (у 2003 р. - 21.382 особи). Голоси за політичні сили розподілилися таким чином:
| \| Вибори до Парламенту Каталонії \| Вибори до Парламенту Каталонії \| Вибори до Парламенту Каталонії \| \| Рік \| 2006 р. \| 2003 р. \| \| -------------------------------------- \| ------------------------------ \| ------------------------------ \| \| Конвергенція та Єднання (CiU) \| 25,1% \| 24,9% \| \| Соціалістична партія Каталонії (PSC) \| 36% \| 40,8% \| \| Народна партія (PP) \| 11,2% \| 11,1% \| \| Ініціатива за зелену Каталонію (IC) \| 10,9% \| 9,8% \| \| Республіканська лівиця Каталонії (ERC) \| 10,7% \| 11,8% \| \| Громадянська партія (C's) \| 3,3% \| 0% \| \| Інші \| 2,9% \| 1,6% \| |         |         |
| Вибори до Парламенту Каталонії |         |         |
| Рік | 2006 р. | 2003 р. |
| Конвергенція та Єднання (CiU) | 25,1%   | 24,9%   |
| Соціалістична партія Каталонії (PSC) | 36%     | 40,8%   |
| Народна партія (PP) | 11,2%   | 11,1%   |
| Ініціатива за зелену Каталонію (IC) | 10,9%   | 9,8%    |
| Республіканська лівиця Каталонії (ERC) | 10,7%   | 11,8%   |
| Громадянська партія (C's) | 3,3%    | 0%      |
| Інші | 2,9%    | 1,6%    |

У муніципальних виборах у 2007 р. взяло участь 15.806 осіб (у 2003 р. - 21.185 осіб). Голоси за політичні сили розподілилися таким чином:
| \| Муніципальні вибори \| Муніципальні вибори \| Муніципальні вибори \| \| Рік \| 2007 р. \| 2003 р. \| \| -------------------------------------- \| ------------------- \| ------------------- \| \| Конвергенція та Єднання (CiU) \| 11,3% \| 12,4% \| \| Соціалістична партія Каталонії (PSC) \| 50,6% \| 44,9% \| \| Народна партія (PP) \| 11,8% \| 10,6% \| \| Ініціатива за зелену Каталонію (IC) \| 13,3% \| 29,1% \| \| Республіканська лівиця Каталонії (ERC) \| 6,6% \| 0% \| \| Громадянська партія (C's) \| 0% \| 0% \| \| Інші \| 6,5% \| 3% \| |         |         |
| Муніципальні вибори |         |         |
| Рік | 2007 р. | 2003 р. |
| Конвергенція та Єднання (CiU) | 11,3%   | 12,4%   |
| Соціалістична партія Каталонії (PSC) | 50,6%   | 44,9%   |
| Народна партія (PP) | 11,8%   | 10,6%   |
| Ініціатива за зелену Каталонію (IC) | 13,3%   | 29,1%   |
| Республіканська лівиця Каталонії (ERC) | 6,6%    | 0%      |
| Громадянська партія (C's) | 0%      | 0%      |
| Інші | 6,5%    | 3%      |